# 珀杜雷尼鄉 (瓦斯盧伊縣)
46°37′16″N 28°05′05″E / 46.62111°N 28.08472°E
珀杜雷尼鄉（羅馬尼亞語：Comuna Pădureni, Vaslui），是羅馬尼亞的鄉份，位於該國東北部，由瓦斯盧伊縣負責管轄，面積89平方公里，海拔高度141米，2007年人口4,298，人口密度每平方公里48人。